# 코소보 메토히야 자치주

코소보 메토히야 자치주(세르비아어: Аутономна Покрајина Косово и Метохија, Autonomna Pokrajina Kosovo i Metohija, 알바니아어: Krahina Autonome e Kosovës)는 현재의 코소보 공화국 지역을 관할하던 세르비아의 자치주이다.

## 역사
- 1990년 : 세르비아 사회주의 공화국이 코소보 사회주의 자치주의 권한을 1974년 이전의 코소보 메토히야 자치주 상태로 축소하였다.
- 2008년 : 코소보가 세르비아로부터의 독립을 선언하였다.

## 같이 보기
- 북코소보
- 세르비아 공화국 (1992년~2006년)
- 보이보디나